# Sierra de Aralar
La sierra de Aralar  (en euskera Aralar mendilerroa) es una escarpada meseta de los Montes Vascos. Tiene una superficie de  208 km², unos dos tercios de esa superficie se encuentra en la comunidad de Navarra el resto en la provincia de Guipúzcoa (País Vasco).La humedad de la costa junto con su orografía la convierten en un paraje siempre verde con una abundante vegetación, las características medioambientales han determinado su actual nivel de protección. 

## Geología
Es un gran macizo kárstico, lo que se traduce en un paisaje rocoso y caótico de lapiaz, valles ciegos, colinas y multitud de simas y cuevas. En la superficie terrestre el paisaje es un prado siempre verde y hayedos que cambian de color en cada estación.  

## Actividad humana

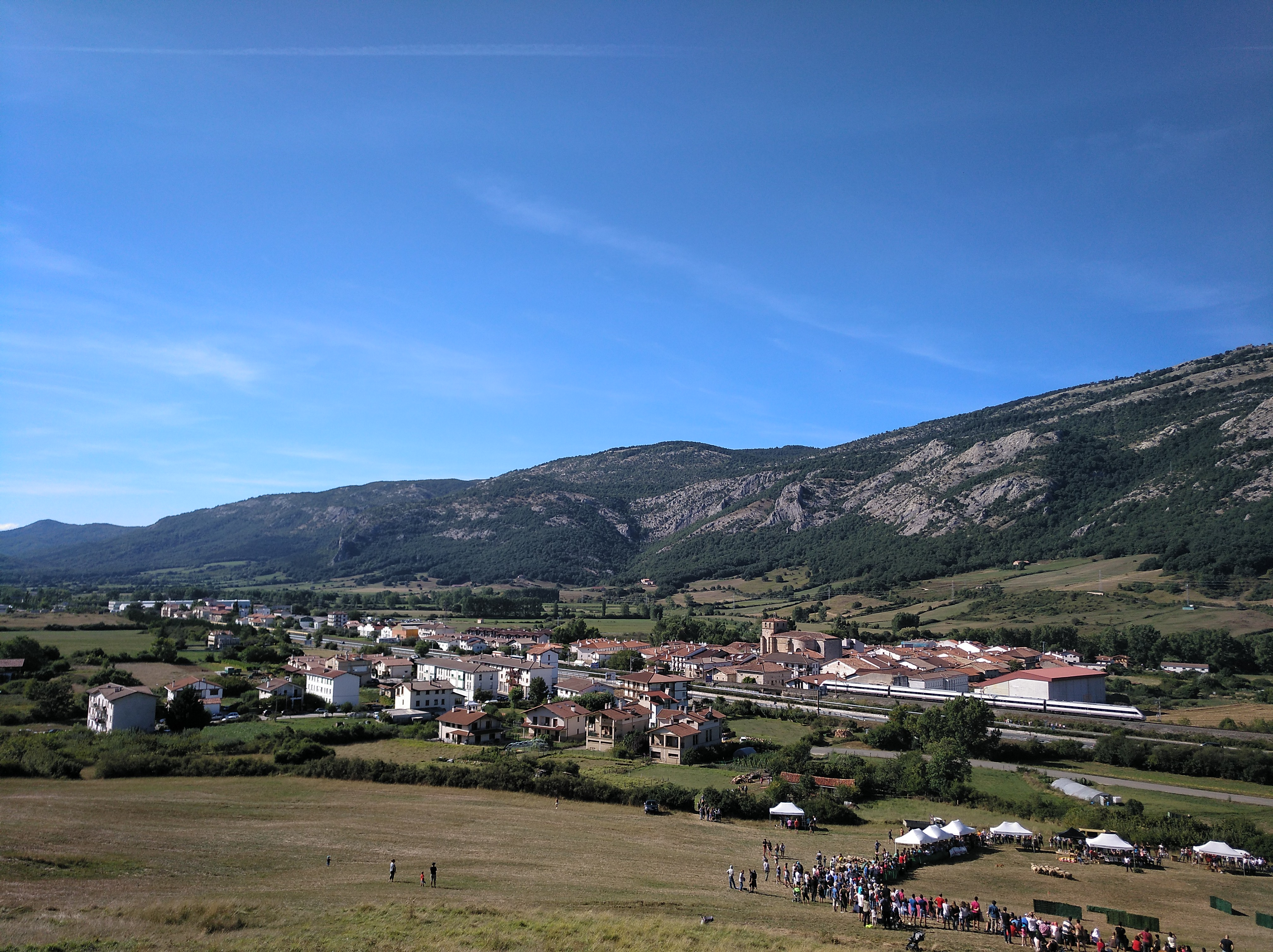
La localidad de Uharte Arakil, Sakana, Navarra.

### Ganadería
Entre mayo y noviembre, la ganadería, especialmente las ovejas lacha que proporcionan la leche para el queso Idiazábal, el ganado lechero y una manada de caballos salvajes, pastan en los pastos del parque. Aunque la sierra están generalmente deshabitada, algunas personas de Aralar siguen una vida nómada, cuidando a sus animales. En los meses de verano, las ovejas pastan en los terrenos más altos. Se han construido cabañas pastoriles en estas áreas para pastores. Los animales hibernan cerca de los pueblos.

### Religiosidad
Destaca la existencia en la sierra del santuario de San Miguel de Aralar (San Miguel in Excelsis), donde se encuentra el llamado Ángel de Aralar. Se trata de una iglesia románica situada en la parte sur de la cordillera, cerca de la ciudad de Uharte-Araquil y del monte Artxueta (1343 m). Los registros sobre la iglesia datan del siglo XI (1032) y contribuye a la historia del cristianismo en el norte de España (San Miguel es un icono y uno de los santos más antiguos de los vascos). La capilla fue construida por el Señor de Goñi y consagrada en 1098.

### Cultura
En esta sierra se encuentra la mayor concentración de dólmenes del Pirineo (hay censados más de 400). En la cultura vasca, se considera esta zona como una zona particularmente propia. El partido político independentista vasco Aralar tomó su nombre de esta sierra.

## Valores naturales
Los valores naturales de la sierra de Aralar tienen reflejo en su protección legal. 
- Así la parte situada en Guipúzcoa ha sido declarada Parque Natural[4] y  Zona de Especial Protección (ZEC), como lugar de interés comunitario.(ES2120011),[5] Incluye los Montes de Enirio-Aralar y la parte contigua a estos Montes de los términos municipales de Tolosa, Amézqueta, Abalcisqueta, Zaldivia, Atáun  y Lazcano.[6] (relacionados en sentido coy
- La parte navarra ha sido declarada Zona de Especial Protección (ZEC), (ES2200020); en el interior de la ZEC se encuentra la Reserva Natura de Putxerri (RN-7)[7] y el Monumento Natural Roble de Etxarri Aranaz (MN-47).[8] Incluye el Realengo de Aralar y la parte contigua de los términos municipales de Araiz, Betelu, Larràun, Araquil, Irañeta, Huarte-Arquil, Lacunza, Arrauzu, Lacunza, Arbizu, Ergoyiena y Echarri-Aranaz.[9]

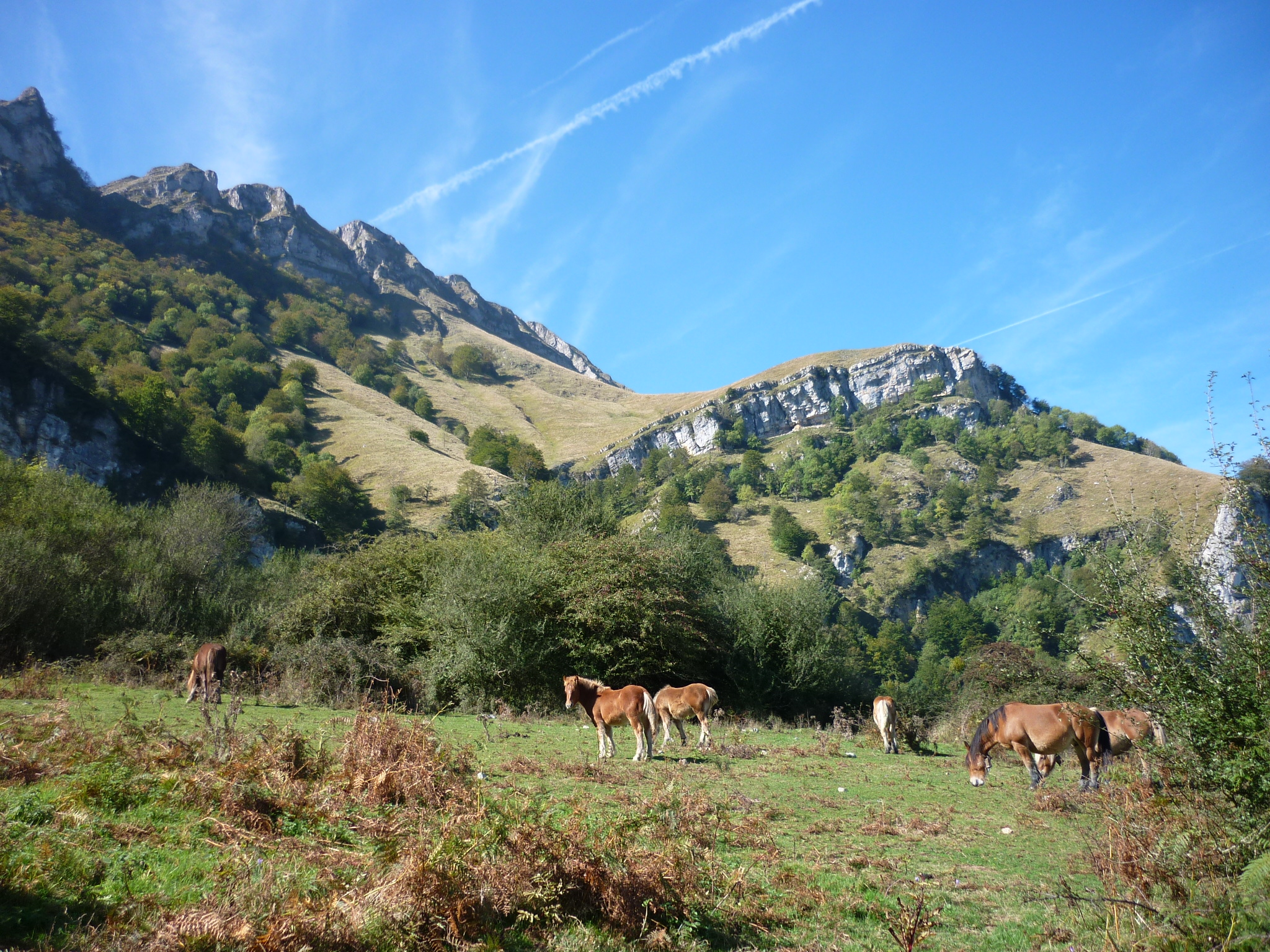
Caballos salvajes en la sierra de Aralar.

### Flora
En la sierra destacan los bosques de hayas y abedules, así como zonas de campiña atlántica, en la cara sur crece la encina cantábrica. En Aralar se encuentra la mayor extensión de tejos de toda Navarra. Las cotas altas están ocupadas por las praderas de montaña, debido a la gran tradición pastoril de la sierra de Aralar.[cita requerida]

#### Montes de utilidad pública
En la zona navarra de la sierra quedan catalogados los siguientes montes de utilidad pública:
- MUP n.º 8 Aralar, con una cabida de 2.195 ha, corresponde al Realengo, esando cubierta de fagus syvatica.[10]
- MUP n.º 542. Aralar Aldea, con una superficie de 1.024 ha, situada al oeste del Realengo (MUP n.º )en el término concejil de Baráibar (Larráun), cubierto por fagus syvatica.[11]

### Fauna
La fauna más abundante de la sierra es la doméstica, que está integrada principalmente por la oveja lacha, las yeguas y las vacas.[cita requerida]
Los animales salvajes de la sierra incluyen el visón europeo, el corzo, el jabalí y varios mamíferos pequeños y medianos tales como el desmán de los Pirineos y el topillo nival. Hay anfibios, como los tritones alpinos.[cita requerida]
Las variedades de aves incluyen el buitre leonado, el quebrantahuesos, águilas reales, y chova piquigualda; palomas torcaces en época de migración.[cita requerida]

## Principales cumbres
Los picos más significativos son Irumugarrieta (1431 m), Aldaon (1411 m) Ganbo (1402 m), Pardarri (1393 m), Beoain (1359 m), Txindoki o Larrunarri (1346 m), Artxueta (1343 m), Arrubi (1299 m), Putterri (1299 m) y Balerdi (1195 m).[cita requerida]

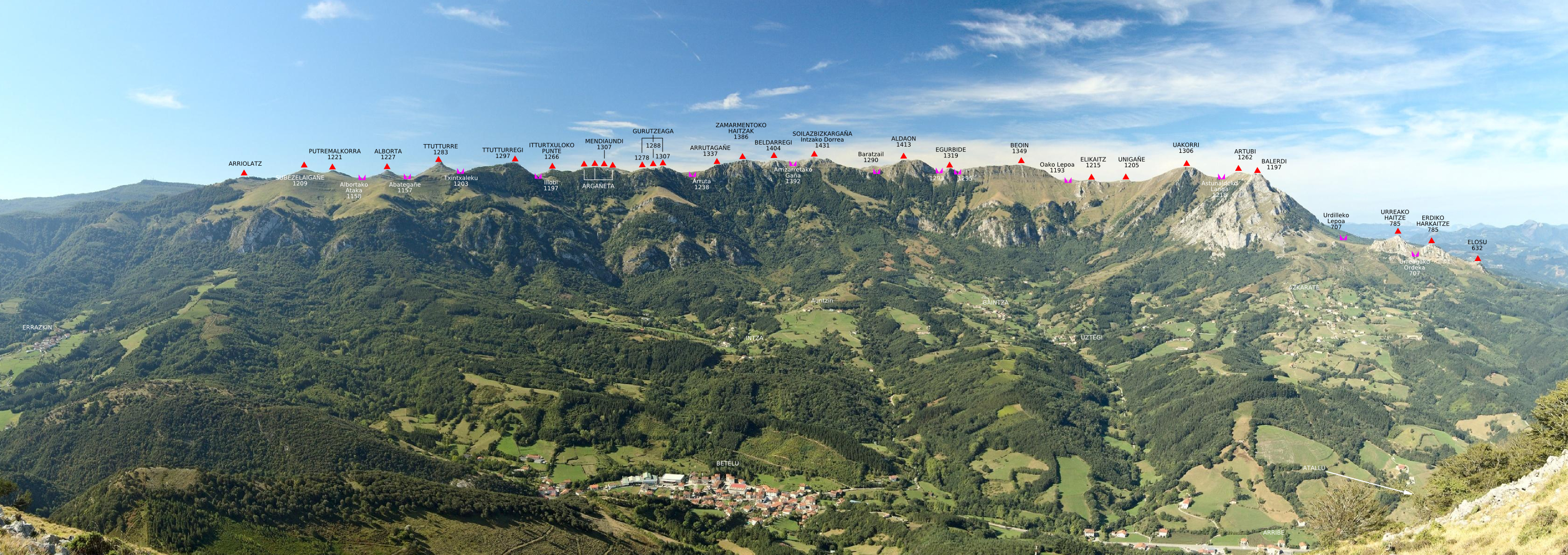
Las malloas en la cara oeste de Aralar.

## Patrimonio histórico
Es una de las más importantes estaciones dolménicas[cita requerida] y también un foco de excursiones montañeras y senderistas. 
Los dólmenes existentes se reparten entre Navarra, que cuenta con 44 (comprendidos en los términos de Huarte-Araquil, Arruazu, el Realengo de Aralar, Lacunza y Arriba) y Guipúzcoa, con 17. En general, se trata de piezas pequeñas y sencillas.